# Maiduguri
Maiduguri je hlavní a největší město státu Borno na severovýchodě Nigérie. Město bylo založeno v roce 1907 jako britská vojenská základna a od té doby se značně rozrostlo na 1,2 milionu obyvatel v roce 2009.
Obyvatelstvo je většinou muslimské, významná je také populace křesťanů. Ve městě je Maidugurijská univerzita, jedna z nejlépe vybavených univerzit v Nigérii. Od roku 2013 je město často terčem útoků hnutí Boko Haram.